# Patricio Apey (Tennisspieler, 1939)
Patricio Apey (* 4. August 1939 in Viña del Mar) ist ein ehemaliger chilenischer Tennisspieler und -trainer und jetziger Sportmanager.
Er spielte 1961 und 1962 im Davis Cup für sein Land. Er trainierte unter anderem die argentinischen Spieler Gabriela Sabatini und Guillermo Coria, den Chilenen Fernando González und den Venezolaner Roberto Maytín. Die Zusammenarbeit mit Alexander Zverev, dessen Manager er seit 2012 war, endete 2019 in einem Rechtsstreit. Ferner hat er Stefanos Tsitsipas unter Vertrag.